# Сеутський собор
Сеу́тський собо́р (ісп. Catedral de Ceuta), або Катедра́льний собо́р Внебовзя́ття свято́ї Марі́ї (ісп. Catedral de Santa María de la Asunción) — католицький храм в Іспанії, в місті Сеута, на північно-західному узбережжі Північної Африки. Спів-катедральний собор Кадіської і Сеутської діоцезії. Резиденція єпископів Сеутських (1417—1851). Названий на честь Внебовзяття Марії. Заснований у VI столітті як візантійська міська церква за наказом  імператора Юстиніана I. У VII столітті, внаслідок завоювання Сеути мусульманами, перетворений на велику Сеутську мечеть. Після захоплення міста португальцями в 1415 році перебудований як Церква Внебовзяття. Неодноразово реставрувався. Сучасних форм поступово набув з 1686 року, завдяки старанням архітектора Хуана де Очої. Освячений 1726 року. Збудований у бароковому і неокласичному стилях. До будівлі собору дотичні вікаріат, секретаріат, діоцезіальний архів, бібліотека та музей. У соборі зберігся португальський образ Марії-Капітанші XV ст., а також фрески XVII ст. Національний пам'ятник культури Іспанії.